# Myopsyche kivensis
Myopsyche kivensis är en fjärilsart som beskrevs av Abel Dufrane 1945. Myopsyche kivensis ingår i släktet Myopsyche och familjen björnspinnare. Inga underarter finns listade i Catalogue of Life.